# Bell County, Kentucky
Bell County är ett administrativt område i delstaten Kentucky, USA, med 28 691 invånare. Den administrativa huvudorten (county seat) är Pineville.

## Geografi
Enligt United States Census Bureau har countyt en total area på 935 km². 932 km² av den arean är land och 3 km² är vatten.

### Angränsande countyn
- Clay County - nord
- Leslie County - nordost
- Harlan County - öst
- Lee County, Virginia - sydost
- Claiborne County, Tennessee - syd
- Whitley County - sydväst
- Knox County - nordväst

### Orter
- Middlesboro
- Pineville (huvudort)